# Черкио, Фернандо
Фернандо Черкио (итал. Fernando Cerchio; 7 августа 1914, Лузерна-Сан-Джованни, Турин — 19 августа 1974, Ментана, Лацио, Италия) – итальянский кинорежиссёр
, сценарист и кинопродюсер.

## Биография
Окончил Академию изящных искусств (Accademia di Belle Arti). Заинтересовался экспериментальным кино и в 1936 году привлёк  внимание кинокритиков своим анимационным фильмом «Ноктюрн». С 1937 года учился в Итальянской Национальной киношколе у Алессандро Блазетти.
С 1938 года работал в Istituto Luce, для которого снял несколько документальных фильмов. Начал свою творческую карьеру в качестве монтажёра, его первая крупная режиссёрская работа, имевшая успех – художественный фильм «Золушка» (1948), к которому он также написал сценарий.
Между 1940 и 1972 годом, как режиссёр снял тридцать два художественных фильма. Кроме художественных кинолент, снял целый ряд документальных фильмов.
Документальный фильм «Comacchio» был награждён в 1942 году на 10-м Венецианском кинофестивале и Париже. Успехом пользовался его документальный фильм «Аве Мария»  1947 года.

## Избранная фильмография

### Режиссёр
- 1950 – Перекрёсток
- 1953 – Лулу
- 1954 – Виконт де Бражелон
- 1957 – Венера Херонейская
- 1957 – Любовники пустыни
- 1959 – Юдифь и Олоферн
- 1960 – Гробница Фараона
- 1961 – Нефертити, королева Нила
- 1962 – Огнём и мечом
- 1962 – Красный шейх
- 1963 – Кровавые кинжалы
- 1964 – Тото против Чёрного Пирата
- 1966 – За доллары и славу
- 1967 – Совершенно секретно
- 1968 – Маска преступника

### Сценарист
- 1950 — Перекрёсток
- 1953 — Лулу
- 1959 — Царь Ирод Великий
- 1960 — Гробница Фараона
- 1961 — Нефертити, королева Нила
- 1965 — Приключения на Тортуге
- 1966 — За доллары и славу

### Документальные фильмы
- 1940 — Carbonia
- 1941 — Fontana di Trevi
- 1942 — Ragazze sotto la tenda
- 1942 — Ritorno al Vittoriale
- 1942 — La scuola del cinema
- 1942 — Rifugi alpini
- 1942 — Comacchio
- 1943 — Artigiani fiorentini
- 1946 — Melodie d’Italia (Capri, Firenze, Roma, Napoli)
- 1947 — Il messaggio divino
- 1947 — Il cavaliere a Napoli
- 1947 — Ave Maria
- 1947 — Pascoli eterni
- 1947 — Tre tempi veneziani
- 1947 — Toscana eterna
- 1949 — Largo al factotum
- 1949 — Strada facendo
- 1949 — La città di Stendhal
- 1949 — Concerto nel parco
- 1950 — Cioccolato
- 1950 — Il natale degli zampognari
- 1950 — Gianduia a Torino
- 1952 — Storia del caffè
- 1956–57 — I pescatori
- 1956–57 — Noi cani
- 1956–57 — Sinfonia romana